# Die Steilküste von Ahrenshoop
Die Steilküste von Ahrenshoop ist der Titel eines Gemäldes, das die russische Künstlerin Marianne von Werefkin 1911 malte. Das Werk gehört zum Bestand der Fondazione Marianne Werefkin (FMW) in Ascona. Es trägt die Inventar-Nummer FMW-0-0-25.

## Technik und Maße
Bei dem Gemälde handelt es sich um eine Temperamalerei auf Karton, 55 × 73,5 cm.

## Die Fremdenliste 1911
Als das Bild entstand, hatte Werefkin zur Sommerfrische in dem Seebad Prerow an der Ostsee die ehemalige „Villa Seestern“ in der Waldstraße gemietet. Die Eintragung in der Fremdenliste von 1911 lautet: „Frl. Exzell. v. Werefkin, Marianne, Rußland; Herr v. Jawlensky Alex., Stabskapitän a. D., Rußland; Nesnakomoff, Helene und Sohn, Rußland.“ „Zur gleichen Zeit war auch Erich Heckel, Mitbegründer der Brücke in Prerow.“

## Ikonografie
Vom Fischland-Darß-Zingst brachte Werefkin einige Gemälde und eine Vielzahl von Skizzen mit, die sich wie ein farbenfrohes Tagebuch lesen. Durch sie kann man bestimmte Landstriche oder Gebäude, die sie damals besuchte, kennen lernen. Sie lassen sich durch Jawlenskys Gemälde ergänzen. Ein einzigartiges Denkmal hat Werefkin dem „Hohen Ufer“, der Ahrenshooper Steilküste gesetzt. Zwei Diagonalen, von links unten nach rechts oben ansteigend, bestimmen die Komposition des Bildes. Mit der einen Diagonale trennte Werefkin das Meer und den Himmel vom Land. Die andere gibt dem von der Brandung ausgehöhlten Kliff seine Form. Sie steigt vom schmalen sandigen Uferstreifen von der unteren Mitte des Bildes aus, steil in die Höhe. Am oberen Bildrand endet sie mit dem in der Ahrenshooper Gegend ortsüblichen typischen Überhang. Hinter dem Kliff kann man zwei begrünte hohe Uferböschungen mit bunten Farbtupfern erkennen. Mit diesen deutet Werefkin sicherlich den Wuchs von Sanddorn oder Kartoffelrosen an. Im Wasser zeigt die Malerin das ehemalige Damenbad auf Stelzen, die den Tidenhub bis zur Sturmflut 1913 ausgeglichen haben. Auf dem flachen Ufer befinden sich zwei Strandkörbe. Von dem einen sieht man das Rückenteil, von dem anderen vor dem Kliff ist das Vorderteil mit der Sitznische zu erkennen, die mit bunten Stoffen ausgeschlagen ist. An der linken unteren Bildseite stehen zwei Frauen am Strand, die eine ist in eine lange weiße Bekleidung gehüllt, die andere trägt einen modernen ärmellosen schwarzen Badeanzug mit Pumphose.

## Stilistische Merkmale
Die Steilküste von Ahrenshoop ist eines jener Bilder, das den Höhepunkt in Werefkins Schaffen ihrer expressionistischen Phase charakterisiert. In ihm fasste sie noch einmal alle die Errungenschaften der damals modernen Malerei zusammen, die sie jahrelang ihren Kollegen vor Augen führte. Alle Gene der französischen Kunst, die Voraussetzung zur Entstehung des deutschen Expressionismus waren, finden sich in diesem Bild wieder. Kontrapunktisch geben die beiden „Nichtfarben“, die van Gogh als bildwürdig erklärte – das Schwarz und das Weiß – den Generalton an. Ihnen folgen die drei Grundfarben: das Gelb der Steilküste – das Rot der Früchte der Sanddornsträucher oder Kartoffel-Rosen, die hoch oben auf den Abbruchkanten des steilen Ufers wachsen – und die verschiedenen Blaus der Ostsee. Diese Farben werden komplementär durch Violett und Grün im Wasser und an Land bestätigt. Das Orange, das die Farbpalette abrunden würde, fehlt jedoch. Das Bild weist also „Dissonanzen“ auf. Hierbei handelt es sich um jenes Farbproblem, das Werefkin seit mehreren Jahren souverän handhabte, während Kandinsky und Marc erst über Schönbergsche Musik im Januar 1911 auf dieses bildgestalterische Mittel stießen. An van Gogh erinnert nicht nur die Pinselführung, sondern auch die wesentlichen Farbzusammenstellungen von Grün und Blau in seinen Arleser Landschaftsdarstellungen mit Olivenbäumen oder das Gelb und Braun seiner Schnitterszenen und seiner Stillleben mit Sonnenblumen, die er zu einem Markenzeichen entwickelt hatte. Aber auch Gauguin und Bernard werden zitiert, genauer gesagt, deren Rezepte: Farben in Konturen zu spannen.